# Babbitts metall

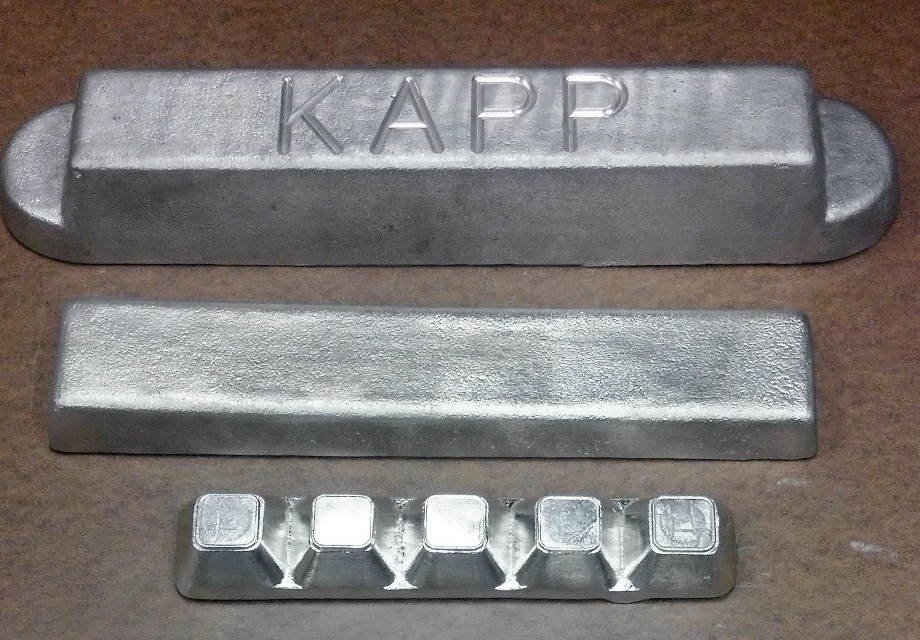
Gjutgods av vitmetall.

Babbitts metall, även kallad babbitt och vitmetall, är en beteckning på legeringar bestående av tenn (huvudsakligen), 7-20% antimon och 2-8% koppar. Denna typ av legering innehåller hårda korn av SnSb och Cu6Sn5, i en mjuk massa bestående av huvudsakligen tenn. Detta ger låg friktion i kombination med att tåla medelhöga lagertryck. Typisk  brinellhårdhet 27 vid 30oC och 18 vid 70oC. Elasticitetsmodul ca 60 GPa. Smältpunktsintervall för ASTM alloy 2 241-354 oC Det har förekommit sämre och billigare typer av babbitt baserade på huvudsakligen zink eller huvudsakligen bly. Babbitt används bland annat som lageryta i glidlager framförallt i motorer och ångmaskiner, men har numera i stor utsträckning ersatts av bronser. Legeringen uppfanns 1839 av amerikanen Isaac Babbitt född 1 juli 1799, död den 26 maj 1862.

## Exempel på sammansättningar
- Isaac Babbitt patent år 1839 89,3% tenn, 7,1% antimon, 3,6% koppar.
- Babbitt till T-Ford  86% tenn, 7% koppar, 7% antimon.
- Babbitt till SJ:s ånglok  80% tenn, 13% antimon, 7% koppar.
- ASTM alloy 2  89% tenn, 7,5% antimon, 3,5% koppar.
- 4X Nickel babbit 84% tenn, 7,5% antimon, 3,5% koppar, 0,5% nickel.
- ASTM alloy 16 1% tenn, 16% antimon, 1,1% arsenik, resten bly.
- SJ typ B babbits  75% zink, 12% bly, 10% tenn, 3% koppar.